# Вайнгартен (Рейнланд-Пфальц)
Вайнгартен (нім. Weingarten) — громада в Німеччині, розташована в землі Рейнланд-Пфальц. Входить до складу району Гермерсгайм. Складова частина об'єднання громад Лінгенфельд.
Площа — 6,67 км2. Населення становить 1835 ос. (станом на 31 грудня 2020).

## Галерея

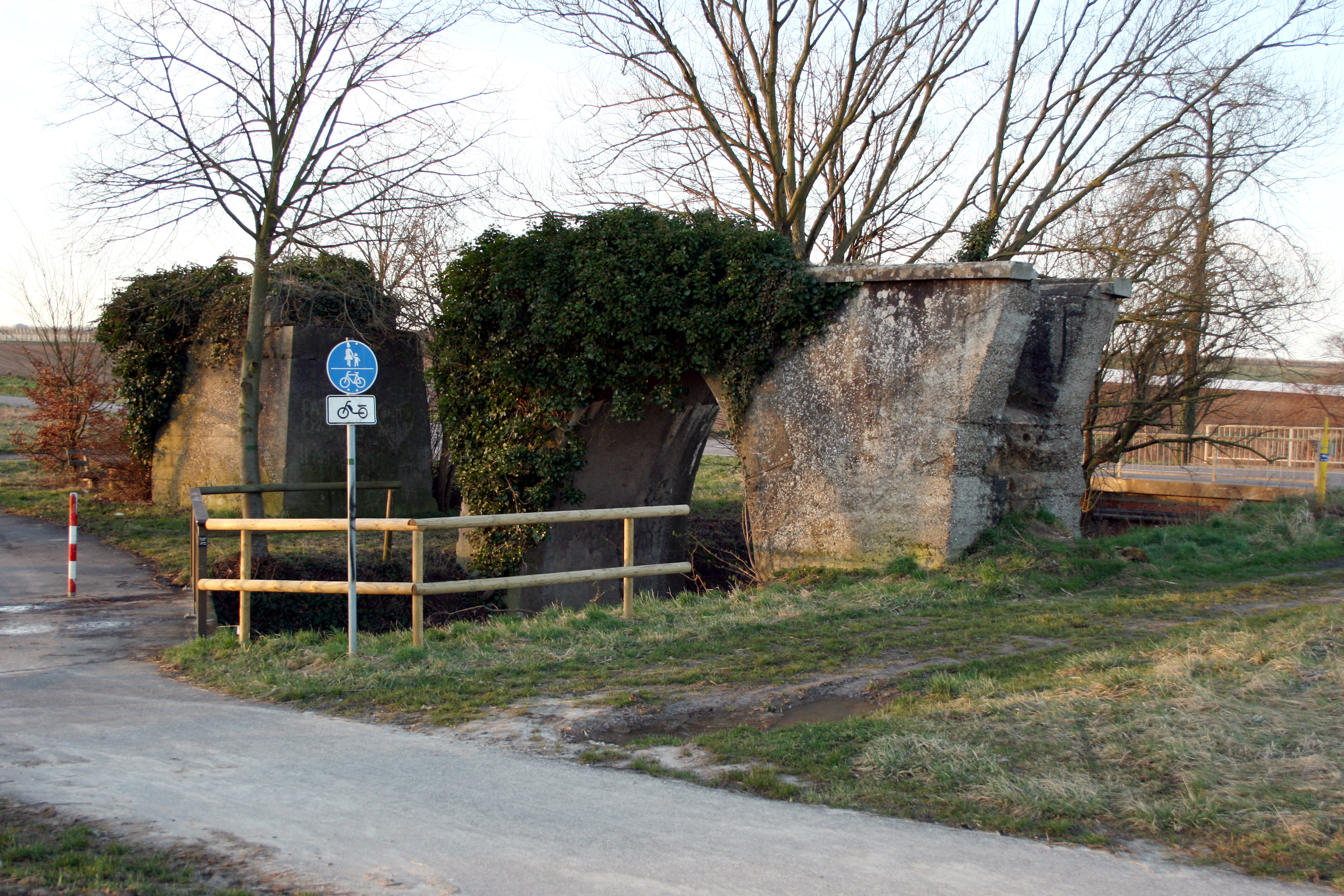